# Hikétasz
Hikétasz vagy Nikétasz (Kr. e. 4. század) görög filozófus.
Életéről nagyon keveset tudunk. Munkái nem maradtak fenn.
Szürakuszaiban élt, a püthagoreus filozófia követője volt. Cicero egy közlése szerint Theophrasztosz neki tulajdonította azt a tant, hogy a Föld a saját tengelye körül forog. 